# Dark Castle Entertainment
Dark Castle Entertainment es una división de Silver Pictures, una productora de hogar afiliado con Silver Pictures Fue formada en 1999 por Joel Silver, Robert Zemeckis, y Gilbert Adler. Susan Downey fue la vicepresidenta de desarrollo hasta febrero de 2009, un plazo de ejecución congruente con su mando como vicepresidenta en Silver Pictures.
El nombre de Dark Castle hace homenaje a William Castle, un cineasta del género de terror de la década de los 50 y 60. Cuando se formó, el objetivo era hacer remakes de las películas de Castle. Luego de dos remakes, la compañía pasó a la producción de películas propias, junto otros remakes no de Castle. Empezando con RocknRolla, la compañía comenzó a producir de otros géneros de terror.
Inicialmente, la mayoría de las películas de la compañía eran en su mayoría filtrado críticamente, sin embargo, más recientemente, sus películas empezaron a cosechar elogios de la crítica a partir de La huérfana, Splice y Unknown.

## Filmografía de Dark Castle Entertainment
| Año  | Película                        | Director           |
| ---- | ------------------------------- | ------------------ |
| 1999 | House on Haunted Hill           | William Malone     |
| 2001 | Thir13en Ghosts                 | Steve Beck         |
| 2002 | Ghost Ship                      | Steve Beck         |
| 2003 | Gothika                         | Mathieu Kassovitz  |
| 2005 | House of Wax                    | Jaume Collet-Serra |
| 2007 | The Reaping                     | Stephen Hopkins    |
| 2007 | Return to House on Haunted Hill | Víctor García      |
| 2008 | RocknRolla                      | Guy Ritchie        |
| 2009 | The Hills Run Red               | Dave Parker        |
| 2009 | Orphan                          | Jaume Collet-Serra |
| 2009 | Whiteout                        | Dominic Sena       |
| 2009 | Ninja Assassin                  | James McTeigue     |
| 2009 | Splice                          | Vincenzo Natali    |
| 2010 | The Losers                      | Sylvain White      |
| 2011 | Unknown                         | Jaume Collet-Serra |
| 2011 | The Devil & Windows             | Kim-Sang-Man       |
| 2012 | La aparición                    | Todd Lincoln       |
| 2013 | Gateway                         | Courtney Solomon   |
| 2017 | Suburbicon                      | George Clooney     |
| 2025 | Old Guy                         | Simon West         |
| 2025 | Last Breath                     | Alex Parkinson     |

## Lifetime grosses
| Año  | Película              | Presupuesto | Taquilla Nacional | Taquilla Internacional | Total        | US DVD sales | Total (con ventas de DVD) |
| ---- | --------------------- | ----------- | ----------------- | ---------------------- | ------------ | ------------ | ------------------------- |
| 1999 | House on Haunted Hill | $37 Mio.    | $40,846,082       | $3,515,228 (A)         | $44,361,370  | N/A          | N/A                       |
| 2001 | Thirteen Ghosts       | $42 Mio.    | $41,867,960       | $26,600,000            | $68,467,960  | N/A          | N/A                       |
| 2002 | Ghost Ship            | $20 Mio.    | $30,113,491       | $38,236,393            | $68,349,884  | N/A          | N/A                       |
| 2003 | Gothika               | $40 Mio.    | $59,694,580       | $81,896,744            | $141,591,324 | N/A          | N/A                       |
| 2005 | House of Wax          | $40 Mio.    | $32,064,800       | $36,701,321            | $68,766,121  | N/A          | N/A                       |
| 2007 | The Reaping           | $40 Mio.    | $25,126,214       | $37,644,845            | $62,771,059  | $19,784,364  | $82,555,423               |
| 2008 | RocknRolla            | $15 Mio.    | $5,700,626        | $20,027,463            | $25,728,089  | $7,400,623   | $33,139,638               |
| 2009 | Orphan                | N/A         | $41,596,251       | $36,741,122            | $78,337,373  | $12,250,443  | $90,587,816               |
| 2009 | Whiteout              | $35 Mio.    | $10,275,638       | $7,565,229             | $17,840,867  | $3,192,934   | $21,033,801               |
| 2009 | Ninja Assassin        | $50 Mio.    | $38,122,883       | $23,471,000            | $61,593,883  | $13,841,623  | $75,435,506               |
| 2010 | The Losers            | $25 Mio.    | $23,591,432       | $5,385,903             | $28,977,335  | $6,462,496   | $35,439,831               |
| 2010 | Splice                | $30 Mio.    | $17,010,170       | $6,964,022             | $23,974,192  | 3,695,686    | $27,669,878               |

| Total General | Venta DVD US | Total                    |
| ------------- | ------------ | ------------------------ |
| $646,033,429  | $62,932,483  | $1111,111711,108,965,912 |

(A) Indica mínimo, ya que sólo dos países totales combinados.